# Notropis atherinoides
Notropis atherinoides är en fiskart som beskrevs av Rafinesque, 1818. Notropis atherinoides ingår i släktet Notropis och familjen karpfiskar. Inga underarter finns listade i Catalogue of Life.